# 1170-ті до н. е.

## Події
Бл. 1178 року до н. е. - знищення Хаттуси та колапс хетської держави.

## Правителі
- фараон Єгипту Рамсес III;
- царі Ассирії Нінурта-апал-Екур та Ашшур-дан I;
- царі Вавилонії Мелі-Шиху та Мардук-апла-іддін I;
- цар Еламу Шутрук-Наххунте I;
- цар Хатті Суппілуліума II;